# 오시프 만델시탐

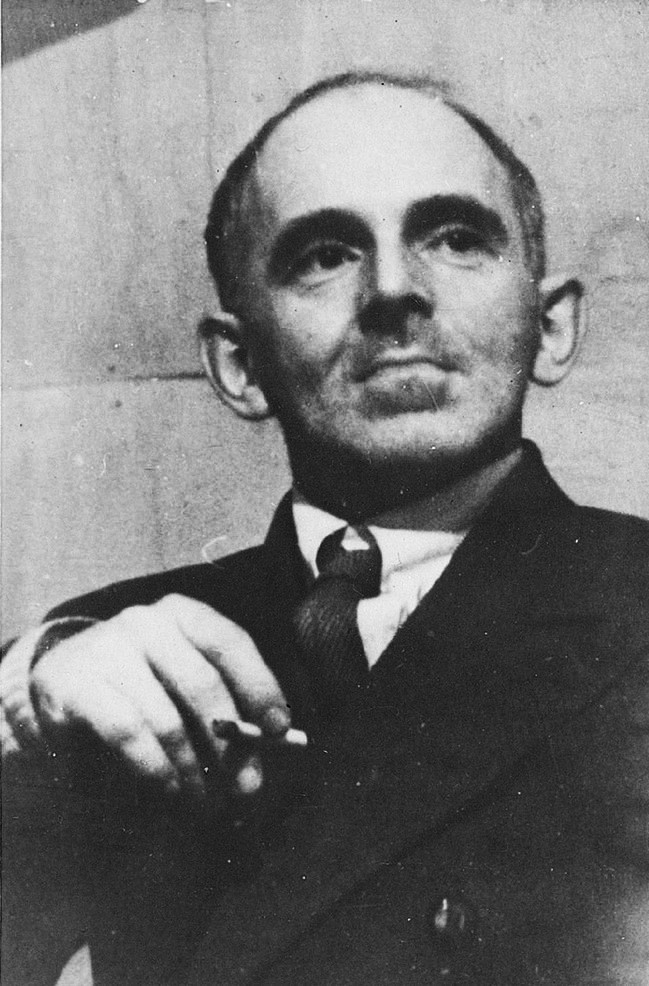

오시프 예밀리예비치 만델시탐(러시아어: О́сип Эми́льевич Мандельшта́м, 러시아어 발음: [ˈosʲɪp ɨˈmʲilʲjɪvʲɪtɕ mənʲdʲɪlʲˈʂtam], 1891년 1월 14일~1938년 12월 27일)은 러시아와 소련의 시인이다. 러시아의 문학사조인 아크메이즘(акмеизм)을 대표하는 시인이었다.
오시프 만델시탐은 1930년대 탄압 중에 체포되어 아내 나데즈다 만델시탐과 함께 국내 유배되었다. 일종의 유예 기간이 주어지자 그들은 러시아 남서부의 보로네시로 이사했다. 1938년에 만델시탐은 다시 체포되어 소련 극동의 노동 교정 수용소에서 5년형을 선고받았다. 그는 그해 블라디보스토크 근처 임시 수용소에서 사망했다.